# Oakbrook Terrace
Oakbrook Terrace – miasto w Stanach Zjednoczonych, w stanie Illinois, w hrabstwie DuPage.